# Лидия Джойс
Лидия Джойс (на английски: Lydia Joyce) е американска писателка на бестселъри в жанра исторически любовен роман.

## Биография и творчество
Лидия Джойс е родена в САЩ. От малка обича за разказва и пише, но записва да следва инженерна специалност в Университета Пардю. После установява, че има влечение към литературата и завършва с бакалавърска степен английска и испанска филология. След колежа работи две години в университета. Още в колежа започва да пише романи. С подкрепата на съпруга си напуска работа и се отдава на писателската си кариера.
Първият ѝ любовен роман „Воалът на нощта“ от поредицата „На нощта“ е публикуван през 2005 г.
Лидия Джойс живее със семейството си Лаурел, край Вашингтон.

## Произведения

### Самостоятелни романи
- Wicked Intentions (2008)

### Серия „На нощта“ (Of Night)
1. The Veil of Night (2005)
Воалът на нощта, изд.: ИК „Ирис“, София (2008), прев. Ваня Пенева
2. The Music of the Night (2005)
Музиката на нощта, изд.: ИК „Ирис“, София (2008), прев.
3. Whispers of the Night (2006)
Нощта на изкусителя, изд.: ИК „Ирис“, София (2006), прев.
4. Voices of the Night (2007)
Гласовете на нощта, изд.: ИК „Ирис“, София (2014), прев. Христина Владимирова
5. Shadows of the Night (2008)